# Bloeizone Fryslân Tour 2022
La 11e édition du Bloeizone Fryslân Tour (connu auparavant sous le nom d'Energiewacht Tour) a lieu du 3 mars au 5 mars 2022. La course fait partie du calendrier international féminin UCI 2022 en catégorie 2.1.
Ellen van Dijk remporte le contre-la-montre inaugural. Les deux étapes suivantes se concluent au sprint. Lonneke Uneken puis Rachele Barbieri s'y imposent. Ellen van Dijk remporte le classement général devant Riejanne Markus et Marlen Reusser. Alice Barnes gagne le classement par points, Shari Bossuyt est la meilleure jeune.

## Équipes
| UCI Women's WorldTeams (5)- Canyon-SRAM Racing - Team Jumbo-Visma - Liv Racing Xstra - SD Worx - Trek-Segafredo Équipes féminines continentales (12)- Arkéa Pro Cycling Team - Awol O'Shea - Cams-Basso - Ceratizit-WNT Pro Cycling - Coop-Hitec Products - GT Krush Tunap - Le col-Wahoo - Lotto Soudal Ladies - AG Insurance NXTG - Parkhotel Valkenburg - St Michel-Auber 93 - Stade Rochelais Charente-Maritime Équipe féminines amateur (6)- Jan van Arckel - NWVG - Restore - Team Drenthe - Watersley R&D - WV Schijndel |
| |

## Étapes
| Étape     | Date   | Villes étapes                   | type | Distance (km) | Vainqueur d'étape | Leader du classement général |
| --------- | ------ | ------------------------------- | ---- | ------------- | ----------------- | ---------------------------- |
| 1re étape | 3 mars | Surhuisterveen – Surhuisterveen |      | 14,4          | Ellen van Dijk    | Ellen van Dijk               |
| 2e étape  | 4 mars | Eastermar – Bakkeveen           |      | 135           | Lonneke Uneken    | Ellen van Dijk               |
| 3e étape  | 5 mars | Drachten – Drachten             |      | 137           | Rachele Barbieri  | Ellen van Dijk               |

## Déroulement de la course

### 1reétape
Ellen van Dijk remporte le contre-la-montre devant Riejanne Markus et Marlen Reusser.
| \| Classement de l'étape \| Classement de l'étape \| Classement de l'étape \| Classement de l'étape \| Classement de l'étape \| \| Coureuse \| Coureuse \| Pays \| Équipe \| Temps \| \| --------------------- \| --------------------- \| --------------------- \| ------------------------- \| --------------------- \| \| 1re \| Ellen van Dijk \| Pays-Bas \| Trek-Segafredo \| 18 min 34 s \| \| 2e \| Riejanne Markus \| Pays-Bas \| Team Jumbo-Visma \| + 7 s \| \| 3e \| Marlen Reusser \| Suisse \| SD Worx \| + 25 s \| \| 4e \| Katie Archibald \| Royaume-Uni \| Ceratizit-WNT Pro Cycling \| + 45 s \| \| 5e \| Lisa Klein \| Allemagne \| Canyon-SRAM Racing \| + 50 s \| \| 6e \| Alice Barnes \| Royaume-Uni \| Canyon-SRAM Racing \| + 56 s \| \| 7e \| Sarah Roy \| Australie \| Canyon-SRAM Racing \| + 59 s \| \| 8e \| Elizabeth Holden \| Royaume-Uni \| Le Col-Wahoo \| + 1 min 02 s \| \| 9e \| Nicole Steigenga \| Pays-Bas \| Coop-Hitec Products \| + 1 min 03 s \| \| 10e \| Jip van den Bos \| Pays-Bas \| Team Jumbo-Visma \| + 1 min 05 s \| |                  |             |                           |              |
| |                  |             |                           |              |
| |                  |             |                           |              |
| Classement de l'étape |                  |             |                           |              |
| Coureuse | Coureuse         | Pays        | Équipe                    | Temps        |
| 1re | Ellen van Dijk   | Pays-Bas    | Trek-Segafredo            | 18 min 34 s  |
| 2e | Riejanne Markus  | Pays-Bas    | Team Jumbo-Visma          | + 7 s        |
| 3e | Marlen Reusser   | Suisse      | SD Worx                   | + 25 s       |
| 4e | Katie Archibald  | Royaume-Uni | Ceratizit-WNT Pro Cycling | + 45 s       |
| 5e | Lisa Klein       | Allemagne   | Canyon-SRAM Racing        | + 50 s       |
| 6e | Alice Barnes     | Royaume-Uni | Canyon-SRAM Racing        | + 56 s       |
| 7e | Sarah Roy        | Australie   | Canyon-SRAM Racing        | + 59 s       |
| 8e | Elizabeth Holden | Royaume-Uni | Le Col-Wahoo              | + 1 min 02 s |
| 9e | Nicole Steigenga | Pays-Bas    | Coop-Hitec Products       | + 1 min 03 s |
| 10e | Jip van den Bos  | Pays-Bas    | Team Jumbo-Visma          | + 1 min 05 s |

| \| Classement général \| Classement général \| Classement général \| Classement général \| Classement général \| \| Coureuse \| Coureuse \| Pays \| Équipe \| Temps \| \| ------------------ \| ------------------ \| ------------------ \| ------------------------- \| ------------------ \| \| 1re \| Ellen van Dijk \| Pays-Bas \| Trek-Segafredo \| 18 min 34 s \| \| 2e \| Riejanne Markus \| Pays-Bas \| Team Jumbo-Visma \| + 7 s \| \| 3e \| Marlen Reusser \| Suisse \| SD Worx \| + 25 s \| \| 4e \| Katie Archibald \| Royaume-Uni \| Ceratizit-WNT Pro Cycling \| + 45 s \| \| 5e \| Lisa Klein \| Allemagne \| Canyon-SRAM Racing \| + 50 s \| \| 6e \| Alice Barnes \| Royaume-Uni \| Canyon-SRAM Racing \| + 56 s \| \| 7e \| Sarah Roy \| Australie \| Canyon-SRAM Racing \| + 59 s \| \| 8e \| Elizabeth Holden \| Royaume-Uni \| Le Col-Wahoo \| + 1 min 02 s \| \| 9e \| Nicole Steigenga \| Pays-Bas \| Coop-Hitec Products \| + 1 min 03 s \| \| 10e \| Jip van den Bos \| Pays-Bas \| Team Jumbo-Visma \| + 1 min 05 s \| |                  |             |                           |              |
| |                  |             |                           |              |
| |                  |             |                           |              |
| Classement général |                  |             |                           |              |
| Coureuse | Coureuse         | Pays        | Équipe                    | Temps        |
| 1re | Ellen van Dijk   | Pays-Bas    | Trek-Segafredo            | 18 min 34 s  |
| 2e | Riejanne Markus  | Pays-Bas    | Team Jumbo-Visma          | + 7 s        |
| 3e | Marlen Reusser   | Suisse      | SD Worx                   | + 25 s       |
| 4e | Katie Archibald  | Royaume-Uni | Ceratizit-WNT Pro Cycling | + 45 s       |
| 5e | Lisa Klein       | Allemagne   | Canyon-SRAM Racing        | + 50 s       |
| 6e | Alice Barnes     | Royaume-Uni | Canyon-SRAM Racing        | + 56 s       |
| 7e | Sarah Roy        | Australie   | Canyon-SRAM Racing        | + 59 s       |
| 8e | Elizabeth Holden | Royaume-Uni | Le Col-Wahoo              | + 1 min 02 s |
| 9e | Nicole Steigenga | Pays-Bas    | Coop-Hitec Products       | + 1 min 03 s |
| 10e | Jip van den Bos  | Pays-Bas    | Team Jumbo-Visma          | + 1 min 05 s |

### 2eétape
Il y a un vent fort durant l'étape. Le peloton se scinde en deux à mi-étape, mais tout revient dans l'ordre par la suite. Anastasiya Kolesava attaque à seize kilomètres de l'arrivée, mais est reprise deux kilomètres plus loin. La formation Canyon-SRAM mène les préparatifs pour le sprint, mais c'est Lonneke Uneken qui s'impose.
| \| Classement de l'étape \| Classement de l'étape \| Classement de l'étape \| Classement de l'étape \| Classement de l'étape \| \| Coureuse \| Coureuse \| Pays \| Équipe \| Temps \| \| --------------------- \| --------------------- \| --------------------- \| ------------------------- \| --------------------- \| \| 1re \| Lonneke Uneken \| Pays-Bas \| SD Worx \| 3 h 32 min 17 s \| \| 2e \| Chloe Hosking \| Australie \| Trek-Segafredo \| + 0 s \| \| 3e \| Alice Barnes \| Royaume-Uni \| Canyon-SRAM Racing \| + 0 s \| \| 4e \| Maike van der Duin \| Pays-Bas \| Le Col-Wahoo \| + 0 s \| \| 5e \| Rachele Barbieri \| Italie \| Liv Racing Xstra \| + 0 s \| \| 6e \| Lucie Jounier \| France \| Arkéa Pro Cycling Team \| + 0 s \| \| 7e \| Élodie Le Bail \| France \| St Michel-Auber 93 \| + 0 s \| \| 8e \| Ellen van Dijk \| Pays-Bas \| Trek-Segafredo \| + 0 s \| \| 9e \| Martina Fidanza \| Italie \| Ceratizit-WNT Pro Cycling \| + 0 s \| \| 10e \| Riejanne Markus \| Pays-Bas \| Team Jumbo-Visma \| + 0 s \| |                    |             |                           |                 |
| |                    |             |                           |                 |
| |                    |             |                           |                 |
| Classement de l'étape |                    |             |                           |                 |
| Coureuse | Coureuse           | Pays        | Équipe                    | Temps           |
| 1re | Lonneke Uneken     | Pays-Bas    | SD Worx                   | 3 h 32 min 17 s |
| 2e | Chloe Hosking      | Australie   | Trek-Segafredo            | + 0 s           |
| 3e | Alice Barnes       | Royaume-Uni | Canyon-SRAM Racing        | + 0 s           |
| 4e | Maike van der Duin | Pays-Bas    | Le Col-Wahoo              | + 0 s           |
| 5e | Rachele Barbieri   | Italie      | Liv Racing Xstra          | + 0 s           |
| 6e | Lucie Jounier      | France      | Arkéa Pro Cycling Team    | + 0 s           |
| 7e | Élodie Le Bail     | France      | St Michel-Auber 93        | + 0 s           |
| 8e | Ellen van Dijk     | Pays-Bas    | Trek-Segafredo            | + 0 s           |
| 9e | Martina Fidanza    | Italie      | Ceratizit-WNT Pro Cycling | + 0 s           |
| 10e | Riejanne Markus    | Pays-Bas    | Team Jumbo-Visma          | + 0 s           |

| \| Classement général \| Classement général \| Classement général \| Classement général \| Classement général \| \| Coureuse \| Coureuse \| Pays \| Équipe \| Temps \| \| ------------------ \| ------------------ \| ------------------ \| ------------------------- \| ------------------ \| \| 1re \| Ellen van Dijk \| Pays-Bas \| Trek-Segafredo \| 3 h 50 min 51 s \| \| 2e \| Riejanne Markus \| Pays-Bas \| Team Jumbo-Visma \| + 7 s \| \| 3e \| Marlen Reusser \| Suisse \| SD Worx \| + 30 s \| \| 4e \| Katie Archibald \| Royaume-Uni \| Ceratizit-WNT Pro Cycling \| + 50 s \| \| 5e \| Alice Barnes \| Royaume-Uni \| Canyon-SRAM Racing \| + 52 s \| \| 6e \| Lisa Klein \| Allemagne \| Canyon-SRAM Racing \| + 55 s \| \| 7e \| Nicole Steigenga \| Pays-Bas \| Coop-Hitec Products \| + 1 min 03 s \| \| 8e \| Sarah Roy \| Australie \| Canyon-SRAM Racing \| + 1 min 04 s \| \| 9e \| Elizabeth Holden \| Royaume-Uni \| Le Col-Wahoo \| + 1 min 07 s \| \| 10e \| Shari Bossuyt \| Belgique \| Canyon-SRAM Racing \| + 1 min 10 s \| |                  |             |                           |                 |
| |                  |             |                           |                 |
| |                  |             |                           |                 |
| Classement général |                  |             |                           |                 |
| Coureuse | Coureuse         | Pays        | Équipe                    | Temps           |
| 1re | Ellen van Dijk   | Pays-Bas    | Trek-Segafredo            | 3 h 50 min 51 s |
| 2e | Riejanne Markus  | Pays-Bas    | Team Jumbo-Visma          | + 7 s           |
| 3e | Marlen Reusser   | Suisse      | SD Worx                   | + 30 s          |
| 4e | Katie Archibald  | Royaume-Uni | Ceratizit-WNT Pro Cycling | + 50 s          |
| 5e | Alice Barnes     | Royaume-Uni | Canyon-SRAM Racing        | + 52 s          |
| 6e | Lisa Klein       | Allemagne   | Canyon-SRAM Racing        | + 55 s          |
| 7e | Nicole Steigenga | Pays-Bas    | Coop-Hitec Products       | + 1 min 03 s    |
| 8e | Sarah Roy        | Australie   | Canyon-SRAM Racing        | + 1 min 04 s    |
| 9e | Elizabeth Holden | Royaume-Uni | Le Col-Wahoo              | + 1 min 07 s    |
| 10e | Shari Bossuyt    | Belgique    | Canyon-SRAM Racing        | + 1 min 10 s    |

### 3eétape
Mischa Bredewold part en échappée et obtient jusqu'à une minute trente d'avance. L'étape se conclut néanmoins au sprint. Rachele Barbieri lève les bras.
| \| Classement de l'étape \| Classement de l'étape \| Classement de l'étape \| Classement de l'étape \| Classement de l'étape \| \| Coureuse \| Coureuse \| Pays \| Équipe \| Temps \| \| --------------------- \| --------------------- \| --------------------- \| ------------------------- \| --------------------- \| \| 1re \| Rachele Barbieri \| Italie \| Liv Racing Xstra \| 3 h 30 min 32 s \| \| 2e \| Martina Fidanza \| Italie \| Ceratizit-WNT Pro Cycling \| + 0 s \| \| 3e \| Élodie Le Bail \| France \| St Michel-Auber 93 \| + 0 s \| \| 4e \| Alice Barnes \| Royaume-Uni \| Canyon-SRAM Racing \| + 0 s \| \| 5e \| Katrijn De Clercq \| Belgique \| Lotto Soudal Ladies \| + 0 s \| \| 6e \| Maike van der Duin \| Pays-Bas \| Le Col-Wahoo \| + 0 s \| \| 7e \| Karlijn Swinkels \| Pays-Bas \| Team Jumbo-Visma \| + 0 s \| \| 8e \| Océane Goergen \| France \| St Michel-Auber 93 \| + 0 s \| \| 9e \| Letizia Paternoster \| Italie \| Trek-Segafredo \| + 0 s \| \| 10e \| Sanne Bouwmeester \| Pays-Bas \| GT Krush Tunap \| + 0 s \| |                     |             |                           |                 |
| |                     |             |                           |                 |
| |                     |             |                           |                 |
| Classement de l'étape |                     |             |                           |                 |
| Coureuse | Coureuse            | Pays        | Équipe                    | Temps           |
| 1re | Rachele Barbieri    | Italie      | Liv Racing Xstra          | 3 h 30 min 32 s |
| 2e | Martina Fidanza     | Italie      | Ceratizit-WNT Pro Cycling | + 0 s           |
| 3e | Élodie Le Bail      | France      | St Michel-Auber 93        | + 0 s           |
| 4e | Alice Barnes        | Royaume-Uni | Canyon-SRAM Racing        | + 0 s           |
| 5e | Katrijn De Clercq   | Belgique    | Lotto Soudal Ladies       | + 0 s           |
| 6e | Maike van der Duin  | Pays-Bas    | Le Col-Wahoo              | + 0 s           |
| 7e | Karlijn Swinkels    | Pays-Bas    | Team Jumbo-Visma          | + 0 s           |
| 8e | Océane Goergen      | France      | St Michel-Auber 93        | + 0 s           |
| 9e | Letizia Paternoster | Italie      | Trek-Segafredo            | + 0 s           |
| 10e | Sanne Bouwmeester   | Pays-Bas    | GT Krush Tunap            | + 0 s           |

## Classements finals

### Classement général final
| \| Classement général \| Classement général \| Classement général \| Classement général \| Classement général \| \| Coureuse \| Coureuse \| Pays \| Équipe \| Temps \| \| ------------------ \| ------------------ \| ------------------ \| ------------------------- \| ------------------ \| \| 1re \| Ellen van Dijk \| Pays-Bas \| Trek-Segafredo \| 7 h 21 min 23 s \| \| 2e \| Riejanne Markus \| Pays-Bas \| Team Jumbo-Visma \| + 7 s \| \| 3e \| Marlen Reusser \| Suisse \| SD Worx \| + 30 s \| \| 4e \| Katie Archibald \| Royaume-Uni \| Ceratizit-WNT Pro Cycling \| + 50 s \| \| 5e \| Alice Barnes \| Royaume-Uni \| Canyon-SRAM Racing \| + 52 s \| \| 6e \| Lisa Klein \| Allemagne \| Canyon-SRAM Racing \| + 55 s \| \| 7e \| Nicole Steigenga \| Pays-Bas \| Coop-Hitec Products \| + 1 min 03 s \| \| 8e \| Sarah Roy \| Australie \| Canyon-SRAM Racing \| + 1 min 04 s \| \| 9e \| Elizabeth Holden \| Royaume-Uni \| Le Col-Wahoo \| + 1 min 07 s \| \| 10e \| Shari Bossuyt \| Belgique \| Canyon-SRAM Racing \| + 1 min 10 s \| |                  |             |                           |                 |
| |                  |             |                           |                 |
| Source : ProCyclingStats |                  |             |                           |                 |
| Classement général |                  |             |                           |                 |
| Coureuse | Coureuse         | Pays        | Équipe                    | Temps           |
| 1re | Ellen van Dijk   | Pays-Bas    | Trek-Segafredo            | 7 h 21 min 23 s |
| 2e | Riejanne Markus  | Pays-Bas    | Team Jumbo-Visma          | + 7 s           |
| 3e | Marlen Reusser   | Suisse      | SD Worx                   | + 30 s          |
| 4e | Katie Archibald  | Royaume-Uni | Ceratizit-WNT Pro Cycling | + 50 s          |
| 5e | Alice Barnes     | Royaume-Uni | Canyon-SRAM Racing        | + 52 s          |
| 6e | Lisa Klein       | Allemagne   | Canyon-SRAM Racing        | + 55 s          |
| 7e | Nicole Steigenga | Pays-Bas    | Coop-Hitec Products       | + 1 min 03 s    |
| 8e | Sarah Roy        | Australie   | Canyon-SRAM Racing        | + 1 min 04 s    |
| 9e | Elizabeth Holden | Royaume-Uni | Le Col-Wahoo              | + 1 min 07 s    |
| 10e | Shari Bossuyt    | Belgique    | Canyon-SRAM Racing        | + 1 min 10 s    |

### Points UCI
| Position           | 1er | 2e | 3e | 4e | 5e | 6e | 7e | 8e | 9e | 10e | 11e | 12e | 13e à 15e | 16e à 25e |
| Classement général | 125 | 85 | 70 | 60 | 50 | 40 | 35 | 30 | 25 | 20  | 15  | 10  | 5         | 3         |
| Par étape          | 16  | 12 | 8  | 6  | 5  | 4  | 3  | 2  |    |     |     |     |           |           |
| Leader, par étape  | 3   |    |    |    |    |    |    |    |    |     |     |     |           |           |

### Classements annexes

#### Classement par points
| Classement par points | Classement par points | Classement par points | Classement par points     | Classement par points |
| Coureuse              | Coureuse              | Pays                  | Équipe                    | Points                |
| --------------------- | --------------------- | --------------------- | ------------------------- | --------------------- |
| 1re                   | Alice Barnes          | Royaume-Uni           | Canyon-SRAM Racing        | 40 pts                |
| 2e                    | Rachele Barbieri      | Italie                | Liv Racing Xstra          | 37 pts                |
| 3e                    | Ellen van Dijk        | Pays-Bas              | Trek-Segafredo            | 33 pts                |
| 4e                    | Lonneke Uneken        | Pays-Bas              | SD Worx                   | 30 pts                |
| 5e                    | Martina Fidanza       | Italie                | Ceratizit-WNT Pro Cycling | 27 pts                |
| 6e                    | Riejanne Markus       | Pays-Bas              | Team Jumbo-Visma          | 26 pts                |
| 7e                    | Élodie Le Bail        | France                | St Michel-Auber 93        | 25 pts                |
| 8e                    | Maike van der Duin    | Pays-Bas              | Le Col-Wahoo              | 24 pts                |
| 9e                    | Chloe Hosking         | Australie             | Trek-Segafredo            | 20 pts                |
| 10e                   | Marlen Reusser        | Suisse                | SD Worx                   | 16 pts                |

#### Classement du meilleur jeune
| Classement du meilleur jeune | Classement du meilleur jeune | Classement du meilleur jeune | Classement du meilleur jeune | Classement du meilleur jeune |
| Coureuse                     | Coureuse                     | Pays                         | Équipe                       | Temps                        |
| ---------------------------- | ---------------------------- | ---------------------------- | ---------------------------- | ---------------------------- |
| 1re                          | Shari Bossuyt                | Belgique                     | Canyon-SRAM Racing           | 7 h 22 min 33 s              |
| 2e                           | Ilse Pluimers                | Pays-Bas                     | AG Insurance NXTG            | + 5 s                        |
| 3e                           | Lonneke Uneken               | Pays-Bas                     | SD Worx                      | + 16 s                       |
| 4e                           | Maike van der Duin           | Pays-Bas                     | Le Col-Wahoo                 | + 17 s                       |
| 5e                           | Maud Rijnbeek                | Pays-Bas                     | AG Insurance NXTG            | + 20 s                       |
| 6e                           | Daniek Hengeveld             | Pays-Bas                     | GT Krush Tunap               | + 36 s                       |
| 7e                           | Katrijn De Clercq            | Belgique                     | Lotto Soudal Ladies          | + 41 s                       |
| 8e                           | Mischa Bredewold             | Pays-Bas                     | Parkhotel Valkenburg         | + 42 s                       |
| 9e                           | Lieke Nooijen                | Pays-Bas                     | Parkhotel Valkenburg         | + 51 s                       |
| 10e                          | Silke Smulders               | Pays-Bas                     | Liv Racing Xstra             | + 59 s                       |

## Évolution des classements
| Étape              |                    | Vainqueur _      | Classement général | Classement par points | Meilleure jeune |
| ------------------ | ------------------ | ---------------- | ------------------ | --------------------- | --------------- |
| 1re étape          |                    | Ellen van Dijk   | Ellen van Dijk     | Ellen van Dijk        | Shari Bossuyt   |
| 2e étape           |                    | Lonneke Uneken   | Ellen van Dijk     | Ellen van Dijk        | Shari Bossuyt   |
| 3e étape           |                    | Rachele Barbieri | Ellen van Dijk     | Alice Barnes          | Shari Bossuyt   |
| Classements finals | Classements finals |                  | Ellen van Dijk     | Alice Barnes          | Shari Bossuyt   |

## Liste des participantes
| Légende                          | Légende                                                                                              | Légende                                | Légende |
| -------------------------------- | --- | -------------------------------------- | --- |
| Num                              | Dossard de départ porté par la coureuse sur ce Healthy Ageing Tour féminin                           | Pos                                    | Position finale au classement général                                                                         |
| Leader du classement général     | Indique la vainqueur du classement général                                                           | Leader du classement par points        | Indique la vainqueur du classement par points                                                                 |
| Leader du classement des sprints | Indique la vainqueur du classement des sprints                                                       | Leader du classement du meilleur jeune | Indique la vainqueur du classement de la meilleure jeune                                                      |
|                                  | Indique la vainqueur du classement de la meilleure amateuse néerlandaise                             |                                        | Indique un maillot de champion national ou mondial, suivi de sa spécialité                                    |
| #                                | Indique la meilleure équipe                                                                          | NP                                     | Indique une coureuse qui n'a pas pris le départ d'une étape, suivi du numéro de l'étape où elle s'est retirée |
| AB                               | Indique une coureuse qui n'a pas terminé une étape, suivi du numéro de l'étape où elle s'est retirée | HD                                     | Indique un coureuse qui a terminé une étape hors des délais, suivi du numéro de l'étape                       |
| DSQ                              | Indique un coureur qui a été disqualifié de la course, suivi du numéro de l'étape                    | *                                      | Indique un coureuse en lice pour le classement de la meilleure jeune (coureuses nées après le )               |

| Trek-Segafredo TFS | Trek-Segafredo TFS                     | Trek-Segafredo TFS |
| ------------------ | -------------------------------------- | ------------------ |
| Num                | Coureuse                               | Pos                |
| 1                  | Ellen van Dijk (NED) (route et chrono) | 1re                |
| 2                  | Elynor Bäckstedt (GBR)                 | 47e                |
| 3                  | Amalie Dideriksen (DEN) (route)        | AB-2               |
| 5                  | Chloe Hosking (AUS)                    | 15e                |
| 6                  | Letizia Paternoster (ITA)              | 35e                |

| SD Worx SDW | SD Worx SDW                               | SD Worx SDW |
| ----------- | ----------------------------------------- | ----------- |
| Num         | Coureuse                                  | Pos         |
| 11          | Elena Cecchini (ITA)                      | 18e         |
| 12          | Roxane Fournier (FRA)                     | 51e         |
| 13          | Christine Majerus (LUX) (route et chrono) | 17e         |
| 14          | Marlen Reusser (SUI) (route et chrono)    | 3e          |
| 15          | Lonneke Uneken (NED)                      | 19e         |

| Canyon-SRAM Racing CSR | Canyon-SRAM Racing CSR | Canyon-SRAM Racing CSR |
| ---------------------- | ---------------------- | ---------------------- |
| Num                    | Coureuse               | Pos                    |
| 21                     | Alice Barnes (GBR)     | 5e                     |
| 22                     | Shari Bossuyt (BEL)    | 10e                    |
| 23                     | Ella Harris (NZL)      | 23e                    |
| 24                     | Lisa Klein (GER)       | 6e                     |
| 25                     | Maud Oudeman (NED)     | 97e                    |
| 26                     | Sarah Roy (AUS)        | 8e                     |

| Team Jumbo-Visma TJV | Team Jumbo-Visma TJV   | Team Jumbo-Visma TJV |
| -------------------- | ---------------------- | -------------------- |
| Num                  | Coureuse               | Pos                  |
| 31                   | Romy Kasper (GER)      | 43e                  |
| 32                   | Riejanne Markus (NED)  | 2e                   |
| 33                   | Noemi Rüegg (SUI)      | 39e                  |
| 34                   | Aafke Soet (NED)       | 55e                  |
| 35                   | Karlijn Swinkels (NED) | 13e                  |
| 36                   | Jip van den Bos (NED)  | 11e                  |

| Liv Racing Xstra LIV | Liv Racing Xstra LIV                   | Liv Racing Xstra LIV |
| -------------------- | -------------------------------------- | -------------------- |
| Num                  | Coureuse                               | Pos                  |
| 41                   | Rachele Barbieri (ITA)                 | 28e                  |
| 42                   | Eva Buurman (NED)                      | 64e                  |
| 43                   | Alison Jackson (CAN) (route et chrono) | 12e                  |
| 44                   | Silke Smulders (NED)                   | 38e                  |
| 45                   | Quinty Ton (NED)                       | 16e                  |
| 46                   | Amber van der Hulst (NED)              | 27e                  |

| Arkéa Pro Cycling Team ARK | Arkéa Pro Cycling Team ARK | Arkéa Pro Cycling Team ARK |
| -------------------------- | -------------------------- | -------------------------- |
| Num                        | Coureuse                   | Pos                        |
| 51                         | Pauline Allin (FRA)        | 84e                        |
| 52                         | Morgane Coston (FRA)       | 88e                        |
| 53                         | Lucie Jounier (FRA)        | 33e                        |
| 54                         | Typhaine Laurance (FRA)    | 37e                        |
| 55                         | Maryanne Hinault (FRA)     | 102e                       |
| 56                         | Greta Richioud (FRA)       | 63e                        |

| Awol O'Shea AWO | Awol O'Shea AWO        | Awol O'Shea AWO |
| --------------- | ---------------------- | --------------- |
| Num             | Coureuse               | Pos             |
| 61              | Olivia Bent (GBR)      | AB-2            |
| 62              | Georgia Bullard (GBR)  | 73e             |
| 65              | Emily Meakin (GBR)     | 79e             |
| 66              | Maddie Wadsworth (GBR) | 49e             |

| Cams Basso CAT | Cams Basso CAT           | Cams Basso CAT |
| -------------- | ------------------------ | -------------- |
| Num            | Coureuse                 | Pos            |
| 71             | Jessica Finney (GBR)     | 104e           |
| 72             | Beth Morrow (GBR)        | 91e            |
| 73             | Katie Scott (GBR)        | 87e            |
| 74             | Danielle Shrosbree (GBR) | 70e            |
| 75             | Hayley Simmonds (GBR)    | AB-3           |
| 76             | Becky Storrie (GBR)      | 96e            |

| Ceratizit-WNT Pro Cycling WNT | Ceratizit-WNT Pro Cycling WNT | Ceratizit-WNT Pro Cycling WNT |
| ----------------------------- | ----------------------------- | ----------------------------- |
| Num                           | Coureuse                      | Pos                           |
| 81                            | Sandra Alonso (ESP)           | 44e                           |
| 82                            | Katie Archibald (GBR)         | 4e                            |
| 83                            | Franziska Brauße (GER)        | 20e                           |
| 84                            | Martina Fidanza (ITA)         | 34e                           |
| 86                            | Lea Lin Teutenberg (GER)      | 40e                           |

| GT Krush Tunap BPC | GT Krush Tunap BPC       | GT Krush Tunap BPC |
| ------------------ | ------------------------ | ------------------ |
| Num                | Coureuse                 | Pos                |
| 91                 | Daniek Hengeveld (NED)   | 26e                |
| 92                 | Sanne Bouwmeester (NED)  | 50e                |
| 93                 | Henrietta Colborne (GBR) | 89e                |
| 94                 | Anneke Dijkstra (NED)    | 58e                |
| 95                 | Clara Lundmark (SWE)     | 69e                |
| 96                 | Petra Welmers (NED)      | AB-2               |

| Le Col-Wahoo DRP | Le Col-Wahoo DRP              | Le Col-Wahoo DRP |
| ---------------- | ----------------------------- | ---------------- |
| Num              | Coureuse                      | Pos              |
| 101              | Anna Christian (GBR)          | 76e              |
| 102              | Elizabeth Holden (GBR)        | 9e               |
| 103              | Alice Towers (GBR)            | 41e              |
| 104              | Marjolein van 't Geloof (NED) | 32e              |
| 105              | Maike van der Duin (NED)      | 21e              |
| 106              | Jesse Vandenbulcke (BEL)      | AB-2             |

| Lotto Soudal Ladies LSL | Lotto Soudal Ladies LSL | Lotto Soudal Ladies LSL |
| ----------------------- | ----------------------- | ----------------------- |
| Num                     | Coureuse                | Pos                     |
| 111                     | Eefje Brandt (BEL)      | AB-2                    |
| 112                     | Kristýna Burlová (CZE)  | 56e                     |
| 113                     | Katrijn De Clercq (BEL) | 29e                     |
| 114                     | Mijntje Geurts (NED)    | AB-3                    |
| 115                     | Josie Knight (GBR)      | 24e                     |
| 116                     | Sterre Vervloet (BEL)   | 86e                     |

| AG Insurance NXTG AGI | AG Insurance NXTG AGI    | AG Insurance NXTG AGI |
| --------------------- | ------------------------ | --------------------- |
| Num                   | Coureuse                 | Pos                   |
| 121                   | Maureen Arens (NED)      | 60e                   |
| 122                   | Britt Knaven (BEL)       | AB-2                  |
| 123                   | Senne Knaven (BEL)       | 53e                   |
| 124                   | Ilse Pluimers (NED)      | 14e                   |
| 125                   | Maud Rijnbeek (NED)      | 22e                   |
| 126                   | Yuli Van der Molen (NED) | 62e                   |

| Parkhotel Valkenburg PHV | Parkhotel Valkenburg PHV | Parkhotel Valkenburg PHV |
| ------------------------ | ------------------------ | ------------------------ |
| Num                      | Coureuse                 | Pos                      |
| 131                      | Mischa Bredewold (NED)   | 30e                      |
| 132                      | Leonie Bos (NED)         | AB-1                     |
| 133                      | Lieke Nooijen (NED)      | 36e                      |
| 135                      | Sofie van Rooijen (NED)  | 93e                      |
| 136                      | Marith Vanhove (BEL)     | 74e                      |

| Stade Rochelais Charente-Maritime CMW | Stade Rochelais Charente-Maritime CMW | Stade Rochelais Charente-Maritime CMW |
| ------------------------------------- | ------------------------------------- | ------------------------------------- |
| Num                                   | Coureuse                              | Pos                                   |
| 141                                   | Marion Colard (FRA)                   | AB-2                                  |
| 142                                   | Séverine Eraud (FRA)                  | AB-2                                  |
| 143                                   | India Grangier (FRA)                  | 66e                                   |
| 144                                   | Anastasiya Kolesava (BLR)             | 61e                                   |
| 145                                   | Arianna Pruisscher (NED)              | AB-2                                  |
| 146                                   | Maëva Squiban (FRA)                   | 83e                                   |

| St Michel-Auber 93 AUB | St Michel-Auber 93 AUB | St Michel-Auber 93 AUB |
| ---------------------- | ---------------------- | ---------------------- |
| Num                    | Coureuse               | Pos                    |
| 151                    | Alison Avoine (FRA)    | 52e                    |
| 152                    | Simone Boilard (CAN)   | 42e                    |
| 153                    | Coralie Demay (FRA)    | 25e                    |
| 154                    | Océane Goergen (FRA)   | 81e                    |
| 155                    | Élodie Le Bail (FRA)   | 45e                    |
| 156                    | Margot Pompanon (FRA)  | 48e                    |

| Coop-Hitec Products HPU | Coop-Hitec Products HPU | Coop-Hitec Products HPU |
| ----------------------- | ----------------------- | ----------------------- |
| Num                     | Coureuse                | Pos                     |
| 161                     | Emma Boogaard (NED)     | 59e                     |
| 162                     | Mari Hole Mohr (NOR)    | 90e                     |
| 163                     | Jessica Roberts (GBR)   | 31e                     |
| 164                     | Nicole Steigenga (NED)  | 7e                      |
| 165                     | Sylvie Swinkels (NED)   | 46e                     |
| 166                     | Nora Tveit (NOR)        | 57e                     |

| Jan van Arckel ___ | Jan van Arckel ___     | Jan van Arckel ___ |
| ------------------ | ---------------------- | ------------------ |
| Num                | Coureuse               | Pos                |
| 171                | Inez Beijer (NED)      | 75e                |
| 172                | Eva Bijwaard (NED)     | 94e                |
| 173                | Hanneke de Goeje (NED) | 103e               |
| 174                | Paulien Koster (NED)   | 82e                |
| 175                | Anouk van Leest (NED)  | 101e               |
| 176                | Ingrit Verhoeff (NED)  | 105e               |

| John Deere NWVG ___ | John Deere NWVG ___     | John Deere NWVG ___ |
| ------------------- | ----------------------- | ------------------- |
| Num                 | Coureuse                | Pos                 |
| 181                 | Lisa Bouwers (NED)      | AB-2                |
| 182                 | Tjitske Eppinga (NED)   | AB-2                |
| 184                 | Yvet Schoonewille (NED) | 85e                 |
| 185                 | Pam Schutten (NED)      | 106e                |
| 186                 | Fleur Smith (NED)       | 98e                 |

| Team Drenthe ___ | Team Drenthe ___             | Team Drenthe ___ |
| ---------------- | ---------------------------- | ---------------- |
| Num              | Coureuse                     | Pos              |
| 191              | Liena de Jong (NED)          | 80e              |
| 192              | Janet Ketellapper (NED)      | AB-3             |
| 193              | Anniek Mos (NED)             | 92e              |
| 194              | Meike Uiterwijk Winkel (NED) | 72e              |
| 195              | Jip van Elst (NED)           | 100e             |
| 196              | Haike Verbree (NED)          | 78e              |

| WV Schijndel ___ | WV Schijndel ___          | WV Schijndel ___ |
| ---------------- | ------------------------- | ---------------- |
| Num              | Coureuse                  | Pos              |
| 201              | Lente Boskamp (NED)       | 68e              |
| 202              | Maaike De Heij (NED)      | 54e              |
| 203              | Cathalijne Hoolwerf (NED) | AB-2             |
| 204              | Rose Kloese (NED)         | 71e              |
| 205              | Laura Molenaar (NED)      | 65e              |
| 206              | Lisa Van Helvoirt (NED)   | 77e              |

| Watersley R&D Cycling Team ___ | Watersley R&D Cycling Team ___ | Watersley R&D Cycling Team ___ |
| ------------------------------ | ------------------------------ | ------------------------------ |
| Num                            | Coureuse                       | Pos                            |
| 211                            | Kitija Siltumena (LAT)         | AB-2                           |
| 212                            | Karlijn Koops (NED)            | AB-3                           |
| 213                            | Maia Simmons (IRL)             | AB-2                           |
| 214                            | Karin Söderqvist (SWE)         | 67e                            |
| 215                            | Iris Timmermans (NED)          | 107e                           |
| 216                            | Sophia Zwaan (NED)             | 109e                           |

| Restore ___ | Restore ___                   | Restore ___ |
| ----------- | ----------------------------- | ----------- |
| Num         | Coureuse                      | Pos         |
| 221         | Verena Batenburg (NED)        | AB-2        |
| 222         | Femke de Graaff (NED)         | AB-2        |
| 223         | Marise Lagendijk (NED)        | AB-2        |
| 224         | Yonna Van Dam (NED)           | 99e         |
| 225         | Bente van den Nouweland (NED) | 108e        |
| 226         | Myrthe Willemsen (NED)        | 95e         |

| Trek-Segafredo TFS | Trek-Segafredo TFS                     | Trek-Segafredo TFS |
| ------------------ | -------------------------------------- | ------------------ |
| Num                | Coureuse                               | Pos                |
| 1                  | Ellen van Dijk (NED) (route et chrono) | 1re                |
| 2                  | Elynor Bäckstedt (GBR)                 | 47e                |
| 3                  | Amalie Dideriksen (DEN) (route)        | AB-2               |
| 5                  | Chloe Hosking (AUS)                    | 15e                |
| 6                  | Letizia Paternoster (ITA)              | 35e                |

| SD Worx SDW | SD Worx SDW                               | SD Worx SDW |
| ----------- | ----------------------------------------- | ----------- |
| Num         | Coureuse                                  | Pos         |
| 11          | Elena Cecchini (ITA)                      | 18e         |
| 12          | Roxane Fournier (FRA)                     | 51e         |
| 13          | Christine Majerus (LUX) (route et chrono) | 17e         |
| 14          | Marlen Reusser (SUI) (route et chrono)    | 3e          |
| 15          | Lonneke Uneken (NED)                      | 19e         |

| Canyon-SRAM Racing CSR | Canyon-SRAM Racing CSR | Canyon-SRAM Racing CSR |
| ---------------------- | ---------------------- | ---------------------- |
| Num                    | Coureuse               | Pos                    |
| 21                     | Alice Barnes (GBR)     | 5e                     |
| 22                     | Shari Bossuyt (BEL)    | 10e                    |
| 23                     | Ella Harris (NZL)      | 23e                    |
| 24                     | Lisa Klein (GER)       | 6e                     |
| 25                     | Maud Oudeman (NED)     | 97e                    |
| 26                     | Sarah Roy (AUS)        | 8e                     |

| Team Jumbo-Visma TJV | Team Jumbo-Visma TJV   | Team Jumbo-Visma TJV |
| -------------------- | ---------------------- | -------------------- |
| Num                  | Coureuse               | Pos                  |
| 31                   | Romy Kasper (GER)      | 43e                  |
| 32                   | Riejanne Markus (NED)  | 2e                   |
| 33                   | Noemi Rüegg (SUI)      | 39e                  |
| 34                   | Aafke Soet (NED)       | 55e                  |
| 35                   | Karlijn Swinkels (NED) | 13e                  |
| 36                   | Jip van den Bos (NED)  | 11e                  |

| Liv Racing Xstra LIV | Liv Racing Xstra LIV                   | Liv Racing Xstra LIV |
| -------------------- | -------------------------------------- | -------------------- |
| Num                  | Coureuse                               | Pos                  |
| 41                   | Rachele Barbieri (ITA)                 | 28e                  |
| 42                   | Eva Buurman (NED)                      | 64e                  |
| 43                   | Alison Jackson (CAN) (route et chrono) | 12e                  |
| 44                   | Silke Smulders (NED)                   | 38e                  |
| 45                   | Quinty Ton (NED)                       | 16e                  |
| 46                   | Amber van der Hulst (NED)              | 27e                  |

| Arkéa Pro Cycling Team ARK | Arkéa Pro Cycling Team ARK | Arkéa Pro Cycling Team ARK |
| -------------------------- | -------------------------- | -------------------------- |
| Num                        | Coureuse                   | Pos                        |
| 51                         | Pauline Allin (FRA)        | 84e                        |
| 52                         | Morgane Coston (FRA)       | 88e                        |
| 53                         | Lucie Jounier (FRA)        | 33e                        |
| 54                         | Typhaine Laurance (FRA)    | 37e                        |
| 55                         | Maryanne Hinault (FRA)     | 102e                       |
| 56                         | Greta Richioud (FRA)       | 63e                        |

| Awol O'Shea AWO | Awol O'Shea AWO        | Awol O'Shea AWO |
| --------------- | ---------------------- | --------------- |
| Num             | Coureuse               | Pos             |
| 61              | Olivia Bent (GBR)      | AB-2            |
| 62              | Georgia Bullard (GBR)  | 73e             |
| 65              | Emily Meakin (GBR)     | 79e             |
| 66              | Maddie Wadsworth (GBR) | 49e             |

| Cams Basso CAT | Cams Basso CAT           | Cams Basso CAT |
| -------------- | ------------------------ | -------------- |
| Num            | Coureuse                 | Pos            |
| 71             | Jessica Finney (GBR)     | 104e           |
| 72             | Beth Morrow (GBR)        | 91e            |
| 73             | Katie Scott (GBR)        | 87e            |
| 74             | Danielle Shrosbree (GBR) | 70e            |
| 75             | Hayley Simmonds (GBR)    | AB-3           |
| 76             | Becky Storrie (GBR)      | 96e            |

| Ceratizit-WNT Pro Cycling WNT | Ceratizit-WNT Pro Cycling WNT | Ceratizit-WNT Pro Cycling WNT |
| ----------------------------- | ----------------------------- | ----------------------------- |
| Num                           | Coureuse                      | Pos                           |
| 81                            | Sandra Alonso (ESP)           | 44e                           |
| 82                            | Katie Archibald (GBR)         | 4e                            |
| 83                            | Franziska Brauße (GER)        | 20e                           |
| 84                            | Martina Fidanza (ITA)         | 34e                           |
| 86                            | Lea Lin Teutenberg (GER)      | 40e                           |

| GT Krush Tunap BPC | GT Krush Tunap BPC       | GT Krush Tunap BPC |
| ------------------ | ------------------------ | ------------------ |
| Num                | Coureuse                 | Pos                |
| 91                 | Daniek Hengeveld (NED)   | 26e                |
| 92                 | Sanne Bouwmeester (NED)  | 50e                |
| 93                 | Henrietta Colborne (GBR) | 89e                |
| 94                 | Anneke Dijkstra (NED)    | 58e                |
| 95                 | Clara Lundmark (SWE)     | 69e                |
| 96                 | Petra Welmers (NED)      | AB-2               |

| Le Col-Wahoo DRP | Le Col-Wahoo DRP              | Le Col-Wahoo DRP |
| ---------------- | ----------------------------- | ---------------- |
| Num              | Coureuse                      | Pos              |
| 101              | Anna Christian (GBR)          | 76e              |
| 102              | Elizabeth Holden (GBR)        | 9e               |
| 103              | Alice Towers (GBR)            | 41e              |
| 104              | Marjolein van 't Geloof (NED) | 32e              |
| 105              | Maike van der Duin (NED)      | 21e              |
| 106              | Jesse Vandenbulcke (BEL)      | AB-2             |

| Lotto Soudal Ladies LSL | Lotto Soudal Ladies LSL | Lotto Soudal Ladies LSL |
| ----------------------- | ----------------------- | ----------------------- |
| Num                     | Coureuse                | Pos                     |
| 111                     | Eefje Brandt (BEL)      | AB-2                    |
| 112                     | Kristýna Burlová (CZE)  | 56e                     |
| 113                     | Katrijn De Clercq (BEL) | 29e                     |
| 114                     | Mijntje Geurts (NED)    | AB-3                    |
| 115                     | Josie Knight (GBR)      | 24e                     |
| 116                     | Sterre Vervloet (BEL)   | 86e                     |

| AG Insurance NXTG AGI | AG Insurance NXTG AGI    | AG Insurance NXTG AGI |
| --------------------- | ------------------------ | --------------------- |
| Num                   | Coureuse                 | Pos                   |
| 121                   | Maureen Arens (NED)      | 60e                   |
| 122                   | Britt Knaven (BEL)       | AB-2                  |
| 123                   | Senne Knaven (BEL)       | 53e                   |
| 124                   | Ilse Pluimers (NED)      | 14e                   |
| 125                   | Maud Rijnbeek (NED)      | 22e                   |
| 126                   | Yuli Van der Molen (NED) | 62e                   |

| Parkhotel Valkenburg PHV | Parkhotel Valkenburg PHV | Parkhotel Valkenburg PHV |
| ------------------------ | ------------------------ | ------------------------ |
| Num                      | Coureuse                 | Pos                      |
| 131                      | Mischa Bredewold (NED)   | 30e                      |
| 132                      | Leonie Bos (NED)         | AB-1                     |
| 133                      | Lieke Nooijen (NED)      | 36e                      |
| 135                      | Sofie van Rooijen (NED)  | 93e                      |
| 136                      | Marith Vanhove (BEL)     | 74e                      |

| Stade Rochelais Charente-Maritime CMW | Stade Rochelais Charente-Maritime CMW | Stade Rochelais Charente-Maritime CMW |
| ------------------------------------- | ------------------------------------- | ------------------------------------- |
| Num                                   | Coureuse                              | Pos                                   |
| 141                                   | Marion Colard (FRA)                   | AB-2                                  |
| 142                                   | Séverine Eraud (FRA)                  | AB-2                                  |
| 143                                   | India Grangier (FRA)                  | 66e                                   |
| 144                                   | Anastasiya Kolesava (BLR)             | 61e                                   |
| 145                                   | Arianna Pruisscher (NED)              | AB-2                                  |
| 146                                   | Maëva Squiban (FRA)                   | 83e                                   |

| St Michel-Auber 93 AUB | St Michel-Auber 93 AUB | St Michel-Auber 93 AUB |
| ---------------------- | ---------------------- | ---------------------- |
| Num                    | Coureuse               | Pos                    |
| 151                    | Alison Avoine (FRA)    | 52e                    |
| 152                    | Simone Boilard (CAN)   | 42e                    |
| 153                    | Coralie Demay (FRA)    | 25e                    |
| 154                    | Océane Goergen (FRA)   | 81e                    |
| 155                    | Élodie Le Bail (FRA)   | 45e                    |
| 156                    | Margot Pompanon (FRA)  | 48e                    |

| Coop-Hitec Products HPU | Coop-Hitec Products HPU | Coop-Hitec Products HPU |
| ----------------------- | ----------------------- | ----------------------- |
| Num                     | Coureuse                | Pos                     |
| 161                     | Emma Boogaard (NED)     | 59e                     |
| 162                     | Mari Hole Mohr (NOR)    | 90e                     |
| 163                     | Jessica Roberts (GBR)   | 31e                     |
| 164                     | Nicole Steigenga (NED)  | 7e                      |
| 165                     | Sylvie Swinkels (NED)   | 46e                     |
| 166                     | Nora Tveit (NOR)        | 57e                     |

| Jan van Arckel ___ | Jan van Arckel ___     | Jan van Arckel ___ |
| ------------------ | ---------------------- | ------------------ |
| Num                | Coureuse               | Pos                |
| 171                | Inez Beijer (NED)      | 75e                |
| 172                | Eva Bijwaard (NED)     | 94e                |
| 173                | Hanneke de Goeje (NED) | 103e               |
| 174                | Paulien Koster (NED)   | 82e                |
| 175                | Anouk van Leest (NED)  | 101e               |
| 176                | Ingrit Verhoeff (NED)  | 105e               |

| John Deere NWVG ___ | John Deere NWVG ___     | John Deere NWVG ___ |
| ------------------- | ----------------------- | ------------------- |
| Num                 | Coureuse                | Pos                 |
| 181                 | Lisa Bouwers (NED)      | AB-2                |
| 182                 | Tjitske Eppinga (NED)   | AB-2                |
| 184                 | Yvet Schoonewille (NED) | 85e                 |
| 185                 | Pam Schutten (NED)      | 106e                |
| 186                 | Fleur Smith (NED)       | 98e                 |

| Team Drenthe ___ | Team Drenthe ___             | Team Drenthe ___ |
| ---------------- | ---------------------------- | ---------------- |
| Num              | Coureuse                     | Pos              |
| 191              | Liena de Jong (NED)          | 80e              |
| 192              | Janet Ketellapper (NED)      | AB-3             |
| 193              | Anniek Mos (NED)             | 92e              |
| 194              | Meike Uiterwijk Winkel (NED) | 72e              |
| 195              | Jip van Elst (NED)           | 100e             |
| 196              | Haike Verbree (NED)          | 78e              |

| WV Schijndel ___ | WV Schijndel ___          | WV Schijndel ___ |
| ---------------- | ------------------------- | ---------------- |
| Num              | Coureuse                  | Pos              |
| 201              | Lente Boskamp (NED)       | 68e              |
| 202              | Maaike De Heij (NED)      | 54e              |
| 203              | Cathalijne Hoolwerf (NED) | AB-2             |
| 204              | Rose Kloese (NED)         | 71e              |
| 205              | Laura Molenaar (NED)      | 65e              |
| 206              | Lisa Van Helvoirt (NED)   | 77e              |

| Watersley R&D Cycling Team ___ | Watersley R&D Cycling Team ___ | Watersley R&D Cycling Team ___ |
| ------------------------------ | ------------------------------ | ------------------------------ |
| Num                            | Coureuse                       | Pos                            |
| 211                            | Kitija Siltumena (LAT)         | AB-2                           |
| 212                            | Karlijn Koops (NED)            | AB-3                           |
| 213                            | Maia Simmons (IRL)             | AB-2                           |
| 214                            | Karin Söderqvist (SWE)         | 67e                            |
| 215                            | Iris Timmermans (NED)          | 107e                           |
| 216                            | Sophia Zwaan (NED)             | 109e                           |

| Restore ___ | Restore ___                   | Restore ___ |
| ----------- | ----------------------------- | ----------- |
| Num         | Coureuse                      | Pos         |
| 221         | Verena Batenburg (NED)        | AB-2        |
| 222         | Femke de Graaff (NED)         | AB-2        |
| 223         | Marise Lagendijk (NED)        | AB-2        |
| 224         | Yonna Van Dam (NED)           | 99e         |
| 225         | Bente van den Nouweland (NED) | 108e        |
| 226         | Myrthe Willemsen (NED)        | 95e         |

## Organisation et règlement

### Organisation
La course est organisée par l'association Courage events[réf. à confirmer].

### Règlement de la course

#### Délais
Lors d'une course cycliste, les coureurs sont tenus d'arriver dans un laps de temps imparti à la suite du premier pour pouvoir être classés. Les délais prévus sont de 8 % pour toutes les étapes en ligne. Aucun délais ne s'applique au contre-la-montre individuel. La règle des trois kilomètres s'applique conformément au règlement UCI.

#### Classements et bonifications
Le classement général individuel au temps est calculé par le cumul des temps enregistrés dans chacune des étapes parcourues. Des bonifications et d'éventuelles pénalisations sont incluses dans le calcul du classement. Le coureur qui est premier de ce classement est porteur du maillot jaune. En cas d'égalité au temps, les centièmes de secondes du contre-la-montre sont pris en considération. En cas de nouvelle égalité, la somme des places obtenues sur chaque étape départage les concurrentes.
Des bonifications sont attribuées dans cette épreuve. L'arrivée des étapes donne dix, six et quatre secondes de bonifications aux trois premières. Par ailleurs, durant la course, il existe des sprints intermédiaires dont les trois premiers sont récompensés respectivement de trois secondes, deux secondes et une seconde.

##### Classement par points
Le maillot vert, récompense le classement par points. Celui-ci se calcule selon le classement lors des arrivées d'étape.
Les étapes en ligne et le contre-la-montre individuel attribuent aux quinze premières des points selon le décompte suivant : 25, 20, 16, 14, 12, 10, 9, 8, 7, 6, 5, 4, 3, 2 et 1. En cas d'égalité, les coureurs sont prioritairement départagés par le nombre de victoires d'étapes. Si l'égalité persiste, la place obtenue au classement général entrent en compte. Pour être classé, un coureur doit avoir terminé la course dans les délais.

##### Classement des sprints
Le maillot orange, récompense le classement des sprints. Des sprints intermédiaires attribuent 3, 2 et 1 points aux trois premières. En cas d'égalité, le dernier sprint départage les concurrentes.

##### Classement de la meilleure jeune
Le classement de la meilleure jeune ne concerne qu'une certaine catégorie de coureuses, celles étant âgées de moins de 23 ans. C'est-à-dire aux coureuses nées après le 1er janvier 2000. Ce classement, basé sur le classement général, attribue au premier un maillot blanc.

##### Prix de la combativité
Le jury des commissaires attribue un prix de la combativité à la fin de chaque étape à une coureuse. Elle porte le maillot bleu. Il n'y a pas de classement final pour ce prix.

##### Classement de la meilleure équipe
Le temps au classement général des trois meilleures coureuses de chaque équipe est additionné. Les bonus ne comptent pas à l'inverse des pénalités. En cas d'égalité, les places des trois meilleures coureuses de chaque équipe sont additionnées.

##### Répartition des maillots
Chaque coureuse en tête d'un classement est porteuse du maillot ou du dossard distinctif correspondant. Cependant, dans le cas où une coureuse dominerait plusieurs classements, celle-ci ne porte qu'un seul maillot distinctif, selon une priorité de classements. Le classement général au temps est le classement prioritaire, suivi du classement par points, du classement des sprints, du classement de la meilleure jeune et celui du classement de la combativité. Si ce cas de figure se produit, le maillot correspondant au classement annexe de priorité inférieure n'est pas porté par celui qui domine ce classement mais par son deuxième.

#### Primes
Les étapes en ligne, permettent de remporter les primes suivantes:
| Position | 1er   | 2e    | 3e    | 4e    | 5e    | 6e    | 7e    | 8e   | 9e   | 10e  |
| Prix     | 370 € | 225 € | 155 € | 145 € | 130 € | 115 € | 105 € | 90 € | 90 € | 90 € |

En sus, les coureuses placées de la 11e à la 15e place gagnent 55 € et celles placées de la 16e à la 20e place gagnent 40 €.
Le classement général final attribue les sommes suivantes :
| Position | 1er   | 2e    | 3e   | 4e   | 5e   | 6e   | 7e   | 8e   | 9e   | 10e  |
| Prix     | 222 € | 135 € | 93 € | 87 € | 78 € | 69 € | 63 € | 54 € | 54 € | 54 € |

En sus, les coureuses placées de la 11e à la 15e place gagnent 33 € et celles placées de la 16e à la 20e place gagnent 24 €.

#### Prix
Le port du maillot jaune rapporte 50 € par jour, les quatre autres maillots 25 €. Les classements finals par points, des sprints, de la meilleure jeune et par équipes attribuent :
| Position | 1er  | 2e   | 3e   | 4e   | 5e   | 6e | 7e | 8e | 9e | 10e |
| Prix     | 75 € | 60 € | 50 € | 25 € | 15 € | €  | €  | €  | €  | €   |

#### Pistes cyclables
Il est interdit d'emprunter les pistes cyclables et autres trottoirs qui ne sont pas explicitement inclus dans le parcours.